# Sizilien (byzantinisches Thema)
Das Thema Sizilien (altgriechisch θέμα Σικελίας) war ein byzantinisches Thema, also eine Verwaltungseinheit im Byzantinischen Reich, das zwischen dem späten 7. bis zum 10. Jahrhundert existierte und die Insel Sizilien sowie Kalabrien auf der Italienischen Halbinsel umfasste. Nach der arabischen Eroberung Siziliens war das Thema ab 902 auf Kalabrien beschränkt, behielt seinen Namen aber bis zur Mitte des 10. Jahrhunderts.

## Geschichte
Seit der oströmischen Rückeroberung Siziliens von den Ostgoten durch Belisar im Jahr 535/536 bildete Sizilien eine eigenständige Provinz unter einem Prätor, die Armee unterstand zunächst, wie in der Spätantike üblich, einem Dux. Im 7. Jahrhundert durchlief die oströmisch-byzantinische Reichsorganisation dann insgesamt einen grundlegenden Transformationsprozess. Ein Strategos wird auf der Insel von arabischen Quellen zwischen  687 und 695 erwähnt; in diesem Zeitraum wurde Sizilien wahrscheinlich zu einem Thema organisiert. Das Thema hatte seine Hauptstadt in Syrakus, der traditionellen Hauptstadt der Insel. Es umfasste nicht nur Sizilien, das in tourmai gegliedert wurde, sondern auch das doukaton Kalabrien (altgriechisch δουκᾶτον Καλαυρίας), das sich nordwärts bis zum Fluss Crati erstreckte.
Die arabische Eroberung der Insel begann 826, ausgelöst von der Rebellion des byzantinischen Flottenkommandanten Euphemios. Nach dem Fall von Syrakus im Jahr 878 und der Eroberung Taorminas im Jahr 902 verlegte der Strategos seinen Sitz nach Rhegion, dem Hauptort Kalabriens. In der ersten Hälfte des 10. Jahrhunderts versuchten die Byzantiner mehrfach erfolglos, die Insel zurückzuerobern. Sie konnten einige verstreute Festungen nahe Messina bis 965 halten, als Rametta, der letzte byzantinische Außenposten, fiel. Das Amt des "Strategos von Sizilien" wurde also bis Mitte des 10. Jahrhunderts fortgeführt, als der Titel "Strategos von Kalabrien" in den Aufzeichnungen aufzutauchen beginnt.